# Svanå
Svanå is een plaats in de gemeente Västerås in het landschap Västmanland en de provincie Västmanlands län in Zweden. De plaats heeft 58 inwoners (2005) en een oppervlakte van 10 hectare. De plaats ligt aan de rivier de Svartån.